# Lisandra Guerra
Lisandra Guerra Rodriguez (Matanzas, 31 oktober 1987) is een Cubaans voormalig baanwielrenster.

## Carrière
Guerra won haar eerste internationale prijzen op achttienjarige leeftijd toen ze zegevierde op de Pan-Amerikaanse kampioenschappen baanwielrennen bij de tijdrit en zilver won op de keirin en de sprint. In de jaren daarna zou ze nog zeven keer goud winnen op de tijdrit. Door haar successen op de Pan-Amerikaanse kampioenschappen is ze een van de succesvolste rensters in de geschiedenis van deze kampioenschappen. Ook op de wereldkampioenschappen zegevierde Guerra al op jonge leeftijd. In 2006 won ze brons op de tijdrit, een jaar later een zilveren en weer een jaar later een gouden medaille. Later in haar carrière won ze nog tweemaal brons op de keirin.
In 2008, 2012 en 2016 nam ze deel aan de Olympische Spelen. Haar beste resultaat behaalde ze in 2012 de kwartfinale haalde op de keirin en zesde werd.

## Palmares
| Jaar      | CK        | P-AK                                           | WK                                    | Overige                                                                                   |
| Als elite | Als elite | Als elite                                      | Als elite                             | Als elite                                                                                 |
| --------- | --------- | ---------------------------------------------- | ------------------------------------- | ----------------------------------------------------------------------------------------- |
| 2005      |           | 500m tijdrit · keirin · sprint                 |                                       |                                                                                           |
| 2006      |           | 500m tijdrit · sprint                          | 500m tijdrit · 8e sprint · 17e keirin |                                                                                           |
| 2007      |           | 500m tijdrit · sprint · keirin                 | 500m tijdrit · 4e sprint · 13e keirin | Pan-Amerikaanse Spelen: · sprint                                                          |
| 2008      |           |                                                | 500m tijdrit · 7e sprint · 10e keirin | Olympische Spelen: 10e sprint                                                             |
| 2009      |           |                                                | 7e 500m tijdrit 7e keirin 13e sprint  |                                                                                           |
| 2010      |           | 500m tijdrit · keirin · sprint · teamsprint    | 9e 500m tijdrit 16e keirin 23e sprint |                                                                                           |
| 2011      |           | 500m tijdrit · keirin · sprint · teamsprint    | 6e 500m tijdrit 6e keirin 13e sprint  | Pan-Amerikaanse Spelen: · sprint · 5e teamsprint                                          |
| 2012      |           | 500m tijdrit · sprint                          | 6e 500m tijdrit 8e sprint 13e keirin  | Olympische Spelen: 6e sprint 13e keirin                                                   |
| 2013      |           | 500m tijdrit · keirin · sprint · teamsprint    | keirin · 4e 500m tijdrit · 11e sprint |                                                                                           |
| 2014      |           | 500m tijdrit · sprint · teamsprint · 6e keirin | 4e 500m tijdrit 11e keirin 13e sprint | Centraal-Amerikaanse en Caraïbische Spelen: · 500m tijdrit · keirin · sprint · teamsprint |
| 2015      |           | 500m tijdrit · sprint                          | keirin · 9e 500m tijdrit · 18e sprint | Pan-Amerikaanse Spelen: · keirin · teamsprint · 8e sprint                                 |
| 2016      |           |                                                | 9e 500m tijdrit 13e keirin 30e sprint | Olympische Spelen: 17e keirin 20e sprint                                                  |
| 2017      |           |                                                |                                       |                                                                                           |
| 2018      |           | 4e 500m tijdrit 4e teamsprint                  |                                       | Centraal-Amerikaanse en Caraïbische Spelen: 4e 500m tijdrit 4e sprint 5e keirin           |
| 2019      |           | 4e keirin 4e teamsprint 5e 500m tijdrit        |                                       | Pan-Amerikaanse Spelen: · keirin · 5e sprint                                              |
| 2020      |           |                                                |                                       |                                                                                           |
| 2021      |           |                                                |                                       |                                                                                           |
| 2022      |           | 5e teamsprint 8e 500m tijdrit                  |                                       |                                                                                           |